# ¡Los Suterones!
¡Los Suterones! es el libro número decimocuarto de la historieta Mampato.

## Argumento
En las vacaciones, Mampato, Ogu y Rena, estaban solos y sin nadie con quien jugar. Sin embargo, Rena llamó a Mampato y a Ogu al futuro. Cuando llegaron, Rena les habló de que al otro lado de las montañas la tierra se estaba hundiendo. Después de llegar y cazar un ñandú gigante, la tierra tembló, y en su huida hacia el bosque, descubrieron el pueblo de los cantores-poetas, un pueblo de enanos tehuelches nómadas, que la mayoría de las veces hablaba cantando y rimando. Después de convivir con ellos (y de descubrir que vivían en un caballo gigante), los héroes avanzan hacia el sur, escapando de la criatura provocadora de los temblores a la que los cantores-poetas llaman suteron. Después de pelear con el suteron, y rescatar a Ogu que estaba esperándolos para cazarlo (ya que ellos creían que estaba prisionero), descubrieron la horrible verdad: los suterones eran topos mutantes gigantes, que querían comerse toda la tierra. Nuestros héroes, derrotaron a los suterones, y después regresaron cada uno a sus hogares, y Mampato descubrió que cuando no tuviera amigos para jugar con él, acompañaría a Ogu y a Rena en otra aventura.
- Datos: Q6172164